# Pirate Gold (1913)
Pirate Gold é um filme mudo norte-americano de 1913 em curta-metragem, do gênero drama, dirigido por Wilfred Lucas, estrelado por Blanche Sweet e Harry Carey.